# Lartiste
Pour l’article ayant un titre homophone, voir L'Artiste.
Lartiste, nom de scène de Youssef Akdim, est un rappeur, chanteur de RnB et auteur-compositeur-interprète franco-marocain chleuh, né le 4 juillet 1985 à Imintanoute, dans la province de Chichaoua (région de Marrakech-Safi, Maroc).

## Biographie

### Enfance et débuts
Youssef Akdim naît le 4 juillet 1985 à Imintanoute, près de Marrakech, au Maroc, et grandit à Bondy, en Seine-Saint-Denis.
Il intègre à 15 ans son premier groupe de rap Malédiction pour la musique. Trois ans plus tard, il décide de prendre le nom de Lartiste et apprend à composer et à produire. Il sort en 2006 son premier maxi Évasion qui reçoit un bon accueil. En parallèle de sa carrière musicale, il devient éducateur spécialisé à Montfermeil. Il sort sa première mixtape en 2010 Rap 1.9 au sein du Label French Cut.
Puis il signe en major, chez le label de rap Hostile Records, une division d'EMI et enregistre son premier album nommé Lalbum qui sort en 2013. Mais à la suite du rattachement de la branche Hostile par Warner dû à la vente d'EMI, l'album n'a pu être bien promu et ne rencontrera pas de succès. Il décida de redevenir indépendant.

### FenomenoetMaestro(2015-2016)
En 2014, il produit son deuxième album Fenomeno qui sort le 30 mars 2015, porté par Polygame. et Trop de flow Il sera certifié disque d'or. Par ailleurs, Lartiste continue de collaborer avec d'autres artistes[source secondaire nécessaire] (avec DJ Hamida dans Déconnectés (en), avec La Fouine dans Insta, Sinik dans Au bout de ma life...).
L'album Maestro, qui sort le 4 mars 2016, remporte un succès commercial, avec les singles Maestro. L'album sera certifié disque de platine six mois après sa sortie en atteignant les 100 000 ventes.

### ClandestinoetProjet 000(2016-2017)
Il sort son quatrième album Clandestino le 9 décembre 2016. Le titre Chocolat avec Awa Imani lui offre une large exposition médiatique. Dans l'émission On n'est pas couché de Laurent Ruquier, il révèle qu'outre le côté festif, la chanson Chocolat est un hymne aux femmes noires et une dénonciation du racisme. Le titre est certifié single de diamant, tandis que l'album est disque de platine.
Le titre C'est une frappe en collaboration avec Dj Hamida sorti en 2017 est certifié single d'or.

### Grandestino(2018)
Le 23 février 2018, il sort son nouvel album nommé Grandestino qui comporte les titres Catchu, Vai & Viens ou encore Mafiosa. L'album sera certifié disque de platine un peu moins de cinq mois après sa sortie.

### Quartier latin vol. 1(2019)
Son projet Quartier latin vol. 1 sort le 1er février 2019, il y collabore notamment avec Sofiane, Koba LaD, Heuss l'Enfoiré ou encore Landy. Le premier extrait est Social dont le clip a été dévoilé le 25 décembre 2018. Une semaine après sa sortie, l'album s'est écoulé à 5 593 exemplaires.

### Comme avant(2020)
Le 17 juillet 2020, il sort son septième album, intitulé Comme avant, dans lequel il collabore avec Lyna Mahyem, Caroliina (avec laquelle il a déjà collaboré sur le titre Mafiosa certifié disque de diamant international peu de temps avant la sortie de l’album), ou encore des artistes de son label Nudeal Records comme Mizi, Sheyrine et Bramo l'Epicier.